# 千代浦蝶美のちよっと夜更かししていかない?
千代浦蝶美のちよっと夜更かししていかない?（ちようらちよみの ちよっとよふかししていかない）は2023年7月9日(8日深夜)から2024年3月31日(30日深夜)まで文化放送で放送されていたラジオ番組。

## 概要
あおぎり高校所属のバーチャルYouTuber・千代浦蝶美をパーソナリティに据えた深夜番組。千代浦がラジオへの興味があり配信で音楽系の企画を中心に展開していることから、「色々な音楽の紹介が出来たら良い」との思いで文化放送からのオファーを引き受け、2000年代等の少し懐かしい選曲を中心に積極的に楽曲を紹介する。Xでは番組ハッシュタグとして「#ちよと夜更かし」を用いるほか、番組最後に発表されるその週の放送内容に関連した週替りのハッシュタグで感想を受け付ける。また、あおぎり高校所属の他のバーチャルYouTuberのゲスト出演も展開された。
地上波とオンデマンドサービスの連携も行われ収録時にはノートパソコンとバーチャル収録環境を設置し、月額550円の有料会員サービスとして映像付きアーカイブやおまけパート「ちよ裏反省会」の配信を実施。放送終了後は2024年9月30日までアーカイブ配信が提供された。
また2025年6月28日には神田明神ホールでの千代浦のコンサート「千代浦蝶美 1st ONE-MAN LIVE illusion」前夜祭公演にて本番組の復活企画となる「ちよと夜更かし出張版」を実施、5月9日から「千代浦蝶美」をテーマに千代浦の過去の配信などでの思い出のエピソードと関連するリクエスト曲を事前募集し紹介した。

## 放送時間
- 毎週日曜2:30 - 3:00（土曜深夜）[1]

## 主なコーナー
ちよっと音楽の話していかない?
テーマに沿ってリスナーからリクエスト曲とその曲に関するエピソードを募集する。リクエストテーマは2週毎に変更される。
ちよった話
千代浦が失敗することを表すフレーズ「ちよる」になぞらえて、リスナーからポンコツなエピソードを募集する。
夜更かし川柳ちよ七五
清楚たるもの川柳の一つや二つを嗜んでおかなければならないとのコンセプトのもと、5文字と7文字の言葉が入った箱からランダムで引いて川柳を作り、千代浦が師範となり川柳の内容を即興で解説・評価する。2024年2月17日開始。単語群は当初スタッフが適当に考えたものを用いた後、3月3日放送からはリスナーから送られた単語が用いられ単語の投稿者名も合わせて紹介された。

## ゲスト
2023年
- 9月18日、24日：山黒音玄[7][8]
- 10月15日、22日：大代真白[9][10]
- 12月24日、31日：春雨麗女[11][12]

## 放送休止
- 2023年10月29日：「文化放送スポーツスペシャル プロ野球日本シリーズ2023第1戦 オリックス・バファローズ対阪神タイガース実況中継[13]」延長のため休止[14]、文化放送配信プラットフォーム「QloveR」での有料会員向け配信のみ実施[15]。